# إسرائيل بوست
إسرائيل بوست((بالعبرية: ישראל פוסט‏)في الأصل مترو إسرائيل) هي صحيفة يومية إسرائيلية مجانية باللغة العبرية تستند إلى مفهوم صحف المترو مملوكة من قبل إيلي آزور (الذي يملك حصة مسيطرة في الجيروزاليم بوست ) وديفيد وايزمان. نُشرت لأول مرة في 5 أغسطس 2007 وتعتبر الصحيفة المسائية الوحيدة في إسرائيل وتوزع بشكل رئيسي في المؤسسات المملوكة لوايزمان، مثل سلسلة محلات بلو سكوير ومتاجر أي أم - بي أم و محطات وقود دور-الون. تتم ترجمة جزء من المواد من جيروزاليم بوست وبيزينس بوست الإنجليزية. معظم الإعلانات خلال الفترة الأولية كانت لأعمال وايزمان.
في يوليو 2010، أفاد استطلاع أجراه مؤشر تي. جي. آي للمجموعات المستهدفة لوسائل الإعلام أن «إسرائيل بوست» قد تجاوزت "هآرتس" رابع أكبر صحيفة من حيث ألشعبية بمعدل 7.6٪ مقابل معدل هآرتس 6.5٪ فقط.
تقع شركة النشر مترو إسرائيل المحدودة في تل أبيب، ورئيس التحرير هو جولان بار يوسف.